# (483390) 5059 T-3
(483390) 5059 T-3 es un asteroide perteneciente al cinturón de asteroides, descubierto el 16 de octubre de 1977 por Cornelis Johannes van Houten en conjunto a su esposa también astrónoma Ingrid van Houten-Groeneveld y el astrónomo Tom Gehrels desde el Observatorio del Monte Palomar, Estados Unidos.

## Designación y nombre
Designado provisionalmente como 5059 T-3.

## Características orbitales
5059 T-3 está situado a una distancia media del Sol de 2,300 ua, pudiendo alejarse hasta 2,805 ua y acercarse hasta 1,795 ua. Su excentricidad es 0,219 y la inclinación orbital 6,287 grados. Emplea 1274,71 días en completar una órbita alrededor del Sol.

## Características físicas
La magnitud absoluta de 5059 T-3 es 17,9.